# Tutankhamen
Tutankhamen is een geslacht van kreeftachtigen uit de klasse van de Malacostraca (hogere kreeftachtigen).

## Soort
- Tutankhamen cristatipes (A. Milne-Edwards, 1880)